# Mikołaj Konarzewski
Mikołaj Konarzewski (ur. 1608 w Wielkopolsce, zm. 21 czerwca 1654 w Jarosławiu) – polski ksiądz jezuita, rektor kolegiów jezuickich w: Bydgoszczy, Przemyślu i Ostrorogu.

## Życiorys
Urodził się w 1608 r. w Wielkopolsce. 25 sierpnia 1628 r. wstąpił do zakonu jezuitów w Krakowie.
Latem 1647 r., po podniesieniu jezuickiej rezydencji w Bydgoszczy do rzędu kolegium, został jego pierwszym rektorem i funkcję tę sprawował do 1649 r. Później był rektorem w kolegium w Przemyślu, a w latach 1652-1654 także rektorem kolegium jezuickiego w Ostrorogu. Zmarł 21 czerwca 1654 r. w Jarosławiu, w wieku 46 lat.